# Bernard Guyot
Pour les articles homonymes, voir Guyot.
Bernard Guyot, né le 19 novembre 1945 à Longjumeau (Seine-et-Oise; maintenant Essonne) et mort le 28 février 2021 à Péronne,, est un coureur cycliste français. Il est, par le passé, sociétaire au club cycliste local de l'U.S. Créteil.

## Biographie
À ses débuts, en amateur sous la direction de Robert Oubron, il participe à la Course de la Paix en 1966, qu'il est le premier Français à remporter après s'être adjugé la troisième étape contre-la-montre. Seul Jean-Pierre Danguillaume renouvelle  cet exploit, en 1969.
Pour ses qualités de rouleur, on le compare à Jacques Anquetil, car il termina derrière Felice Gimondi lors de son premier Grand Prix des Nations, en 1967, à moins de 22 ans. Malgré quelques places d'honneur, la suite de sa carrière n’est pas à la hauteur de ces promesses.
Son frère Claude a également été cycliste professionnel, de 1967 à 1970, dans l'équipe cycliste Pelforth Sauvage-Lejeune. Leur dernier frère Serge, fut un excellent coureur cycliste à l'US Créteil.
Leur oncle Fernand Etter a été professionnel de 1965 à 1969.
Le 28 février 2021, il meurt à l'âge de 75 ans .

## Palmarès et résultats

### Palmarès amateur
- 1964
  - 14e étape du Tour du Maroc
  - Tour de Namur :
    - Classement général
    - 3e étape (contre-la-montre)

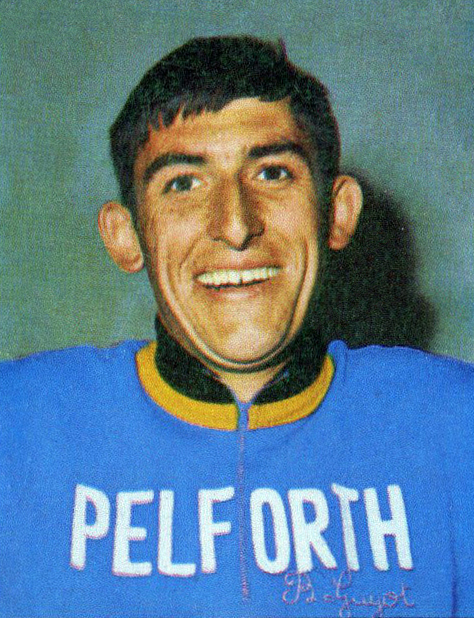
Bernard Guyot en 1968.

  - 3e du Grand Prix de Nogent-sur-Oise
- 1965
  - Paris-Mantes
  - Tour de l'Yonne :
    - Classement général
    - 1re et 3e (contre-la-montre) étapes

  - Trophée Peugeot
  - 7e et 13e (contre-la-montre) étapes du Tour de l'Avenir
  - 2e de la Flèche du Sud
  - 2e du Prix de la Saint-Laurent
  - 3e du Tour de l'Eure
  - 10e du Tour de l'Avenir
- 1966
  - Mérite Veldor
  - Paris-Chartres
  - Paris-Bruxelles amateurs :
    - Classement général
    - 1re et 2ea étapes

  - Quatre Jours de Vic-Fezensac :
    - Classement général
    - 1re étape

  - Course de la Paix :
    - Classement général
    - 3ea étape (contre-la-montre)

  - 3e étape du Tour du Loir-et-Cher
  - 7e étape du Tour de l'Avenir (contre-la-montre)
  - 4e étape de Paris-Saint-Pourçain
  - 2e du Grand Prix de Nogent-sur-Oise
  - 2e de Paris-Ézy
  - 3e de Paris-Dreux
  - 4e du championnat du monde du contre-la-montre par équipes
  - 4e du Tour de l'Avenir

### Palmarès professionnel
| - 1967 - 8e étape de Paris-Nice (contre-la-montre) - Tour de l'Hérault - 4e étape du Grand Prix d'Eibar - 2eb étape des Quatre Jours de Dunkerque (contre-la-montre) - Tour du Morbihan : - Classement général - 1re étape - 5ea étape du Tour de Catalogne - 2e de Paris-Nice - 2e du Grand Prix des Nations - 2e du Grand Prix de Lugano - 2e de la Coppa Agostoni - 2e du Trophée Baracchi (avec Jacques Anquetil) - 3e du Grand Prix d'Aix-en-Provence - 3e des Quatre Jours de Dunkerque - 3e de Paris-Luxembourg - 4e du Grand Prix du Midi libre - 5e de Paris-Tours - 9e du Super Prestige Pernod - 10e du Tour de Lombardie | - 1968 - 1reb étape du Tour de Luxembourg (contre-la-montre par équipes) - Circuit d'Auvergne - 2e du Grand Prix de Fayt-le-Franc - 3e du championnat de France de poursuite - 4e de Paris-Nice - 8e de Liège-Bastogne-Liège - 1969 - Boucles de la Seine - 3e du championnat de France sur route - 3e du Tour de l'Oise - 1972 - 2e du championnat de France sur route |

### Résultats sur les grands tours

#### Tour de France
5 participations
- 1968 : 27e
- 1969 : 50e
- 1970 : hors délais (7e étape)
- 1971 : 28e
- 1972 : 81e

#### Tour d'Espagne
1 participation
- 1974 : hors délais (9e étape)

### Récompenses et trophées
- Mérite Veldor : 1966
- Prestige Pernod : 1967
- Promotion Pernod : 1967 et 1968